# Tequila et Bonetti
Pour les articles homonymes, voir Tequila (homonymie) et Bonetti.
Tequila et Bonetti (Tequila and Bonetti) est une série télévisée américaine en douze épisodes de 45 minutes, créée par Donald Bellisario et diffusée entre le 17 janvier et le 8 mai 1992 sur le réseau CBS. Une suite a été produite en 2000 par la télévision privée italienne Italia 1.
En France, la première série a été diffusée à partir du 13 septembre 1992 dans l'émission Dimanche Martin sur France 2. Rediffusion en 2001 sur Série club, puis 13ème rue. La seconde série a été diffusée en 2001 sur TF1

## Origines de la série
Après le succès des films Turner et Hooch et Chien de flic (K9), est développé un pilote K9 destiné à la télévision avec Robert Carradine. De son côté, Donald Bellisario développe pour CBS le projet Tequila and Boner mettant en scène un policier joué par Rick Rossovich et un chien qui parle . Le pilote de K9 restera au stade du téléfilm. Quant à Bellisario, il retournera un nouveau pilote avec un nouvel acteur, Jack Scalia, suivie d'une série. Renommée Tequila et Bonetti, la série aux Etats-unis, est alors programmée face à la sitcom Ici bébé, mettant en scène un bébé parlant.

## Synopsis
Nico Bonetti, policier new yorkais d'origine italienne, est muté à Los Angeles après avoir tué accidentellement une fillette. Là-bas, il fait équipe avec Angela Garcia et Tequila, un dogue de Bordeaux. La particularité de la série réside dans le fait que le chien fait part de ses commentaires aux téléspectateurs.

## Distribution
- Jack Scalia (VF : Daniel Beretta puis Guy Chapellier) : Nico Bonetti
- Mariska Hargitay (VF : Nadine Delanoë) : Angela Garcia
- Charles Rocket : le capitaine Midian Knight
- Brad Sanders (VF : Michel Vigné) : Tequila (voix)

## Épisodes
1. New York / Los Angeles (Street Dogs)
2. Un révérend très spécial (Teach Your Children)
3. La Cadillac rose (Rose Cadillac)
4. Le Langage du cœur (Language of the Heart)
5. La Légende du dragon (Tales of the Dragon)
6. Rencontres fatales (A Perfect Match)
7. L'Examen (Fetch This, Pal)
8. Un super chien (Wonderdog)
9. La Bête et le tueur d'enfants (Brooklyn and the Beast)
10. Une odeur de poisson (Mama)
11. La Petite Vagabonde (Run of the Litter)
12. La vie, c'est pas du cinéma (Reel Life)

## Critiques et annulation
En 1991, la série a reçu des critiques négatives de la part de la presse en raison de la faiblesse des scénarios, du traitement stéréotypée de la Californie, et d'une ambiguïté gênante dans le fait de faire parler le chien en argot noir américain ,,,. La série est annulée au bout de quatre mois par CBS.
En France, Le Monde met en avant le jeu des acteurs et une comédie sans prétention.

## La version de 2000
8 ans plus tard, la télévision italienne a produit la suite de la série: Les nouvelles aventures de Tequila et Bonetti; diffusé sur Italia 1. Bonetti (Scalia) s'installe à Rome pour faire équipe avec un nouveau "Tequila" et une nouvelle équipière, Fabiana Sasso (Alessia Marcuzzi). On peut toujours entendre ce que pense le chien. Bonetti est en Italie comme un poisson hors de l'eau.